# 欧洲E59公路
欧洲E59公路（英語：European route E59，E59）是欧洲高速公路的重要组成部分。它起自捷克共和国布拉格的，通过奥地利的維也納和斯洛文尼亚马里博尔，终于克罗地亚的萨格勒布，总长度约644 km（400 mi）。